# Dexia triangularis
Dexia triangularis là một loài ruồi trong họ Tachinidae.